# Raidió Teilifís Éireann
Raidió Teilifís Éireann (RTÉ — Rádio Televisão Irlandesa) é a organização pública de meios de comuniçação da Irlanda, que produz e transmite programas na televisão, rádio e Internet. O serviço de rádio começou em 1 de janeiro de 1926, enquanto que as emissões regulares de televisão começaram em 31 de dezembro de 1961, altura em que adquire a denominação atual. Financiada pelo governo irlandês através de uma tarifa de licenciamento e de receitas publicitárias, produz e transmite programas na televisão, rádio e Internet. A empresa é um órgão estatutário do governo irlandês, gerida por um Conselho Diretor nomeado pelo Governo da República da Irlanda. A administração geral cabe ao Conselho Executivo, liderado por um Diretor-Geral.  
Radio Éireann, a antecessora da RTÉ e, à epoca, um dos departamentos do Departamento de Correios e Telégrafos, foi uma das 23 organizações fundadoras da União Europeia de Radiodifusão, em 1950. 